# Cerca
 (juillet 2022).
Si vous disposez d'ouvrages ou d'articles de référence ou si vous connaissez des sites web de qualité traitant du thème abordé ici, merci de compléter l'article en donnant les références utiles à sa vérifiabilité et en les liant à la section « Notes et références ».
Pour les articles homonymes, voir Cerca (homonymie).
La cerca est une forme de procession rurale qui se déroule le matin du vendredi saint. Répandue au nord de la Corse, elle va de hameau en hameau. Les différentes confréries défilent avec la pullezzula (tressage de feuilles de palmier fixé au sommet de la croix portée en tête de cortège). Dans la même microrégion, les différentes processions des confréries se suivent mais ne se rejoignent jamais.

## La Cerca à Calvi
À Calvi, la Cerca se déroule le matin du Vendredi saint dès 9 heures. Le corps du Christ allongé et la Vierge des Douleurs, extraits de la cathédrale Saint-Jean-Baptiste dans la Haute ville, sont transportés par les confrères de Saint-Antoine à la cape (tabbarinu) grise. La procession composée des membres des deux confréries de la ville (Saint-Erasme et Saint-Antoine) accompagnés des fidèles, descend depuis la Citadelle jusqu'à l'église Sainte-Marie-Majeure dans la Basse ville, entonnant tout le long de son parcours les complaintes sacrées : Atto di Contrizione, A Notre Dame des Douleurs, Complainte à la Vierge, Passione, Implorations à la vierge des Douleurs, Psaume de la Pénitence, A la Gloire de Marie (Dio, vi salvi Regina), des chants repris sur une feuille remise à la plupart des participants. 
Les confrères ne forment pas la spirale sur le parvis de Sainte-Marie-Majeure comme lors de la Granitula qui se déroule le soir dès 21h 30 et qui emprunte un circuit plus court, ne passant pas par Notre-Dame de Loreto.

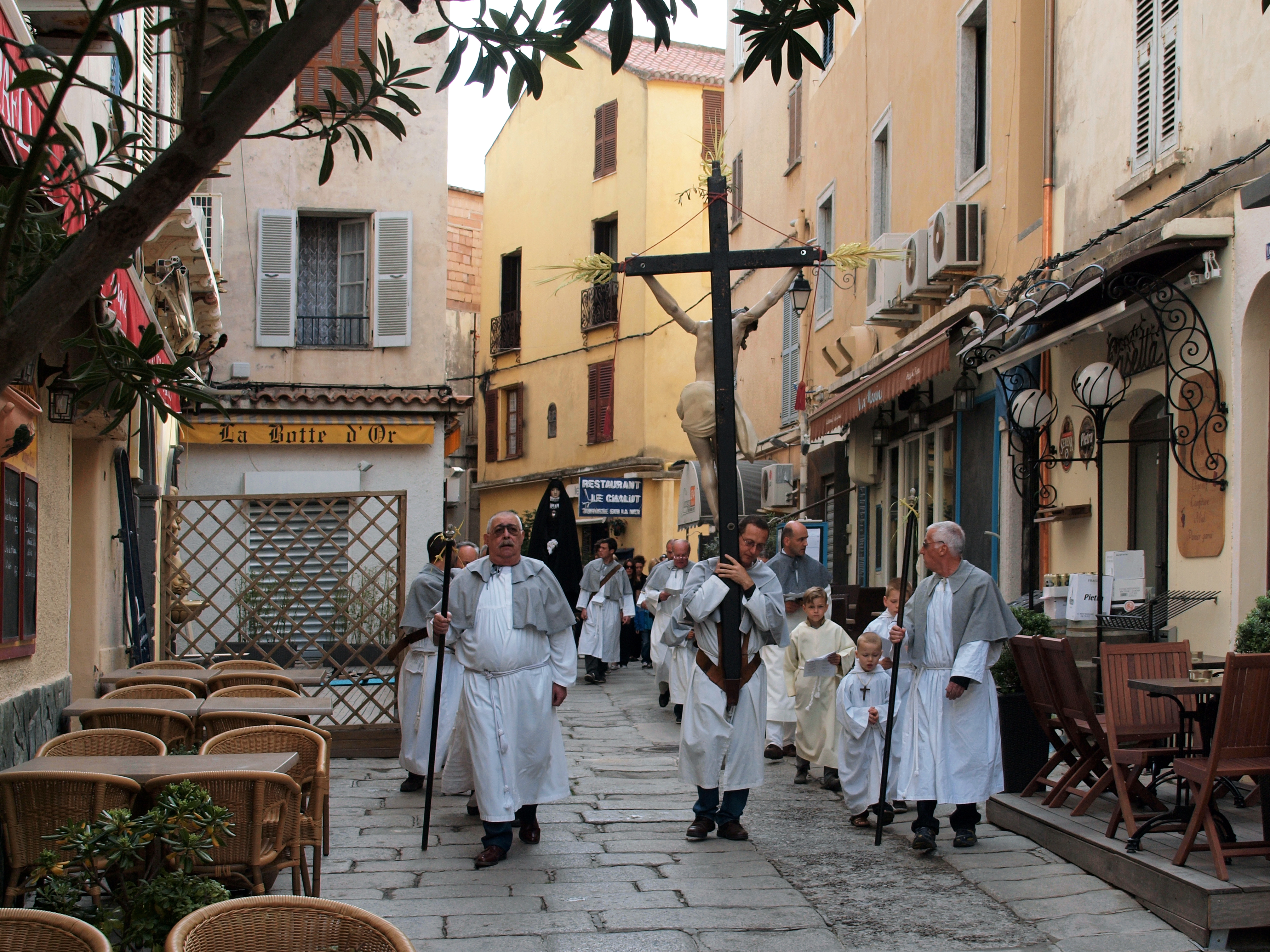
Dans la rue Clemenceau
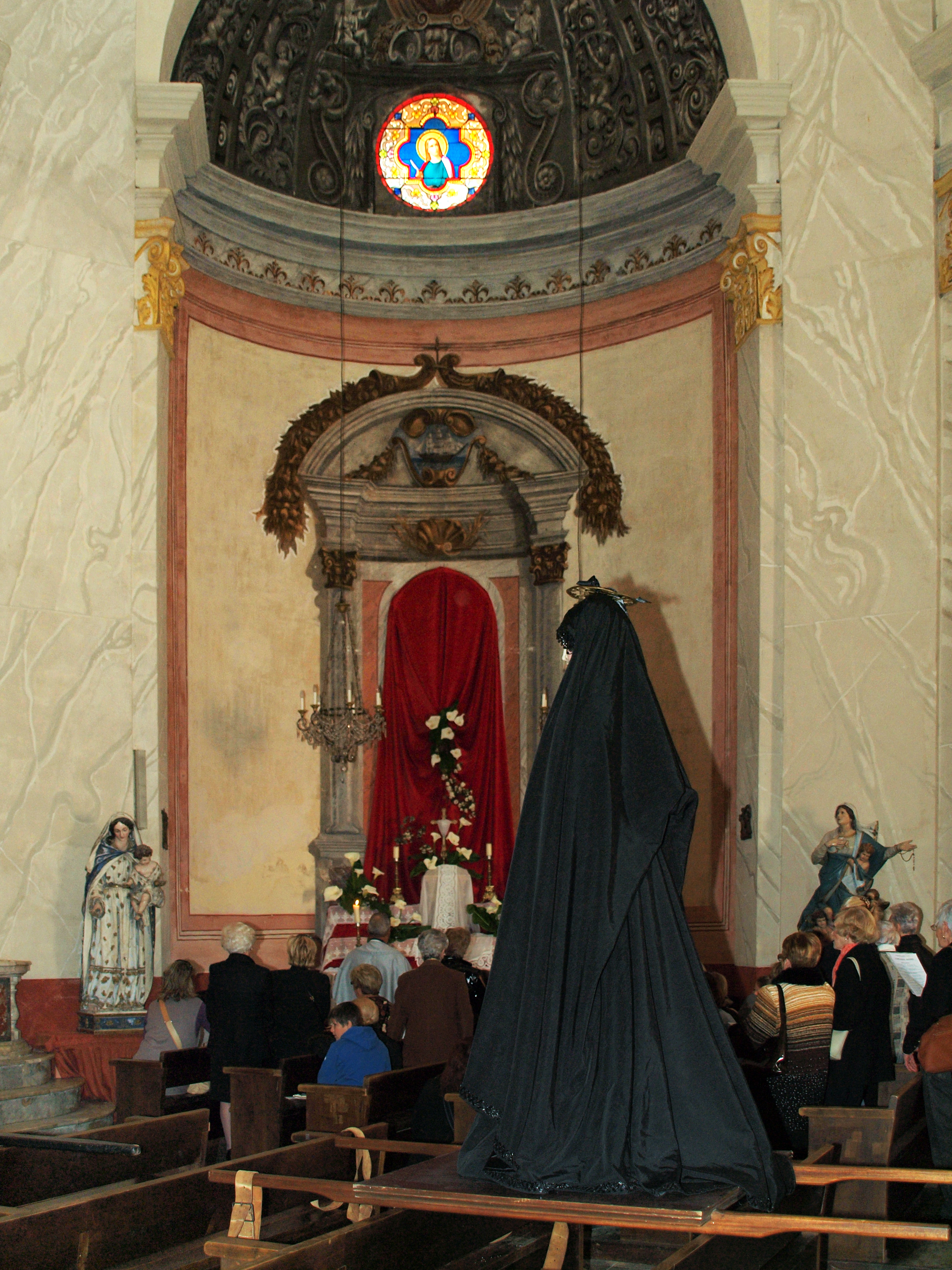
Dans l'église Sainte-Marie-Majeure
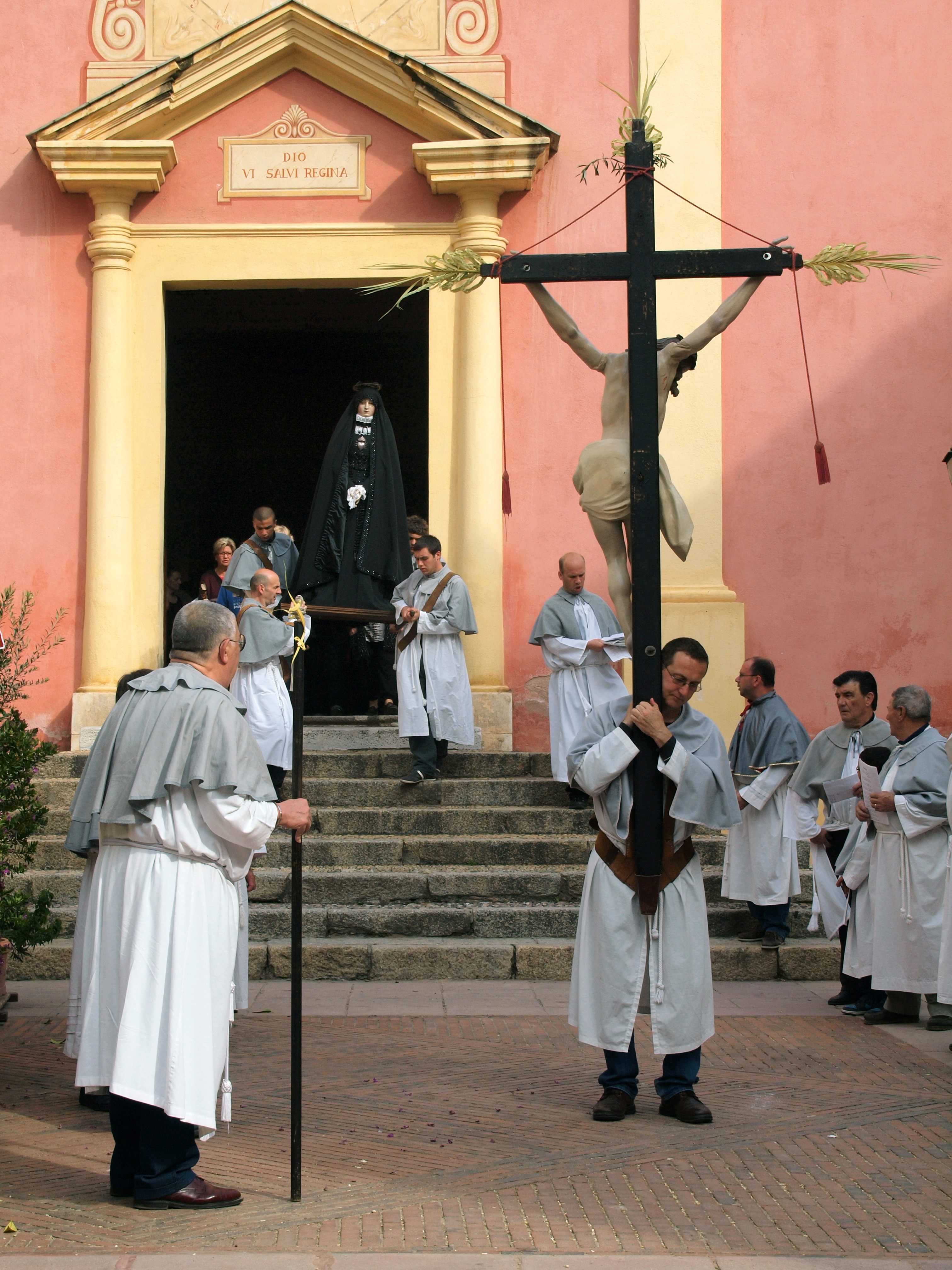
À la sortie de Sainte-Marie-Majeure
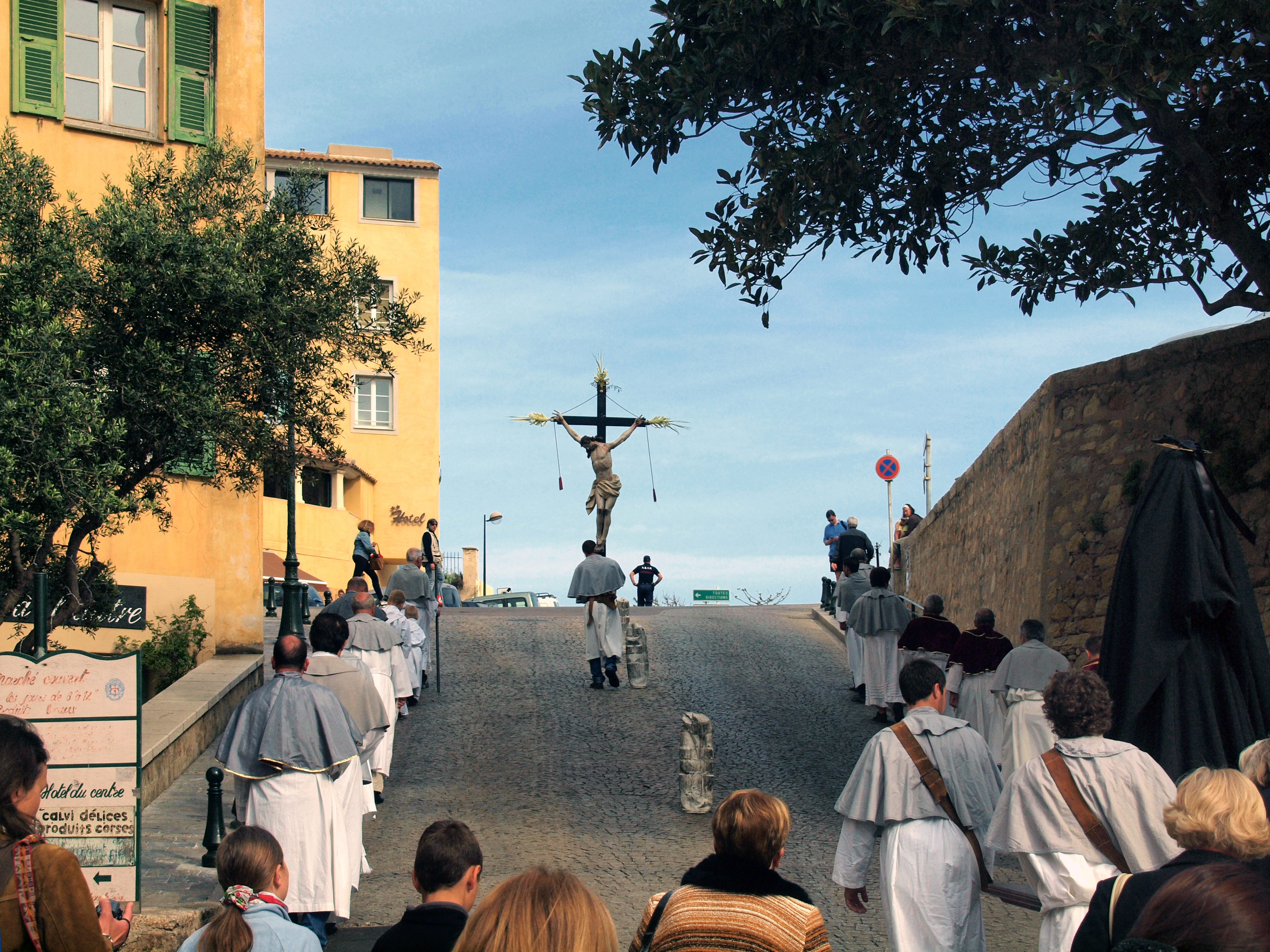
Montée du Port
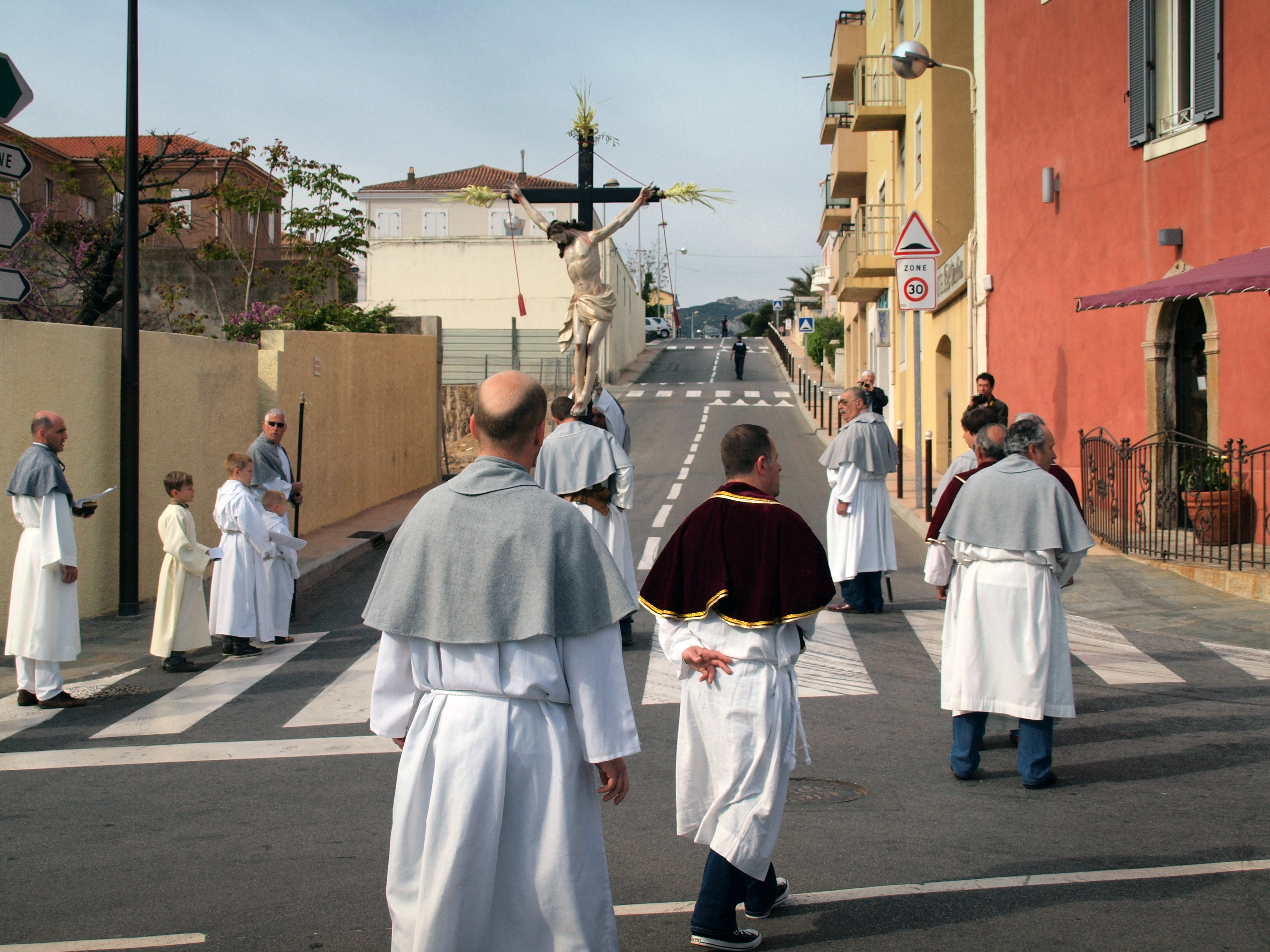
Avenue Gérard Marche
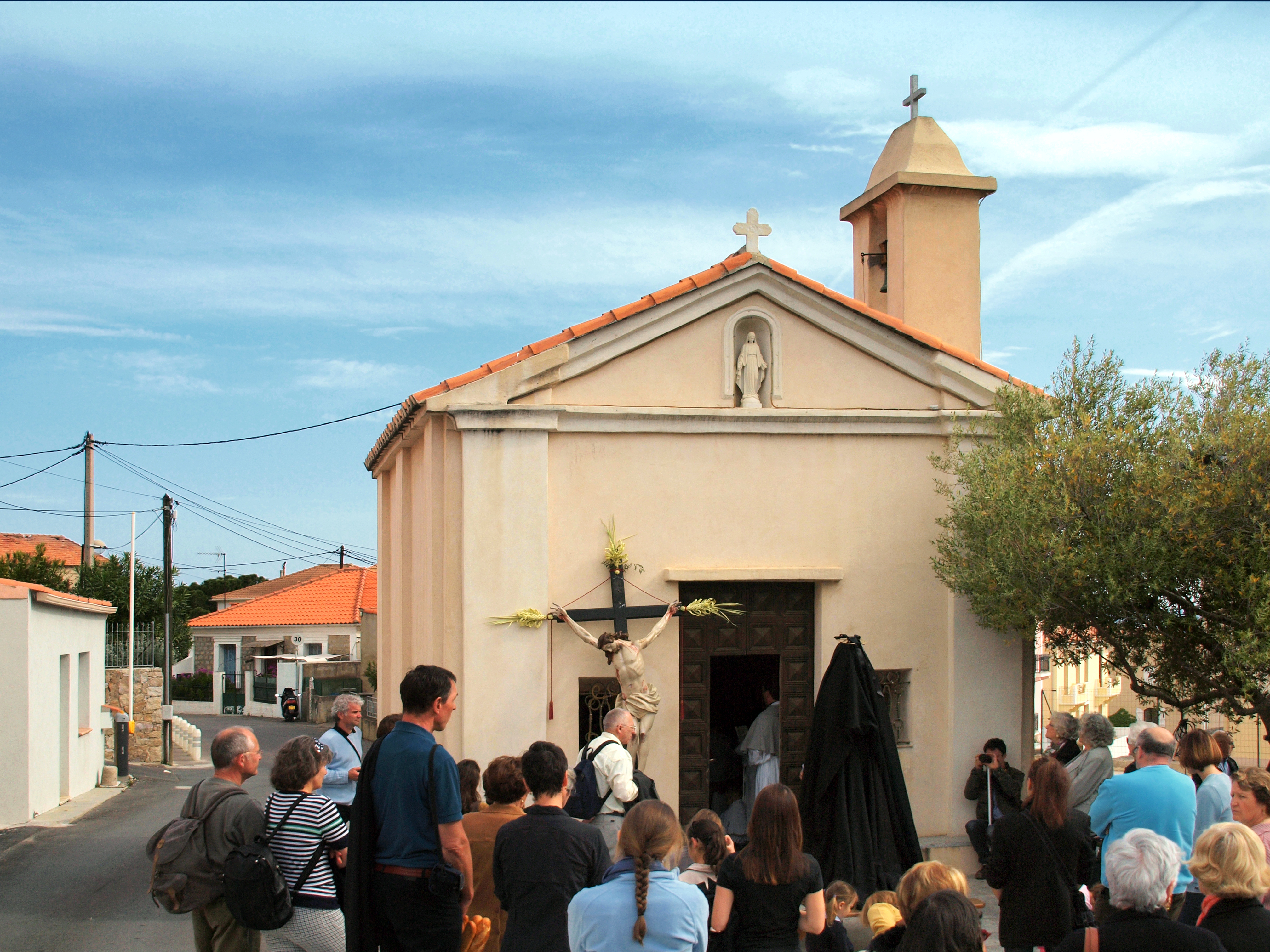
Notre-Dame de Loreto
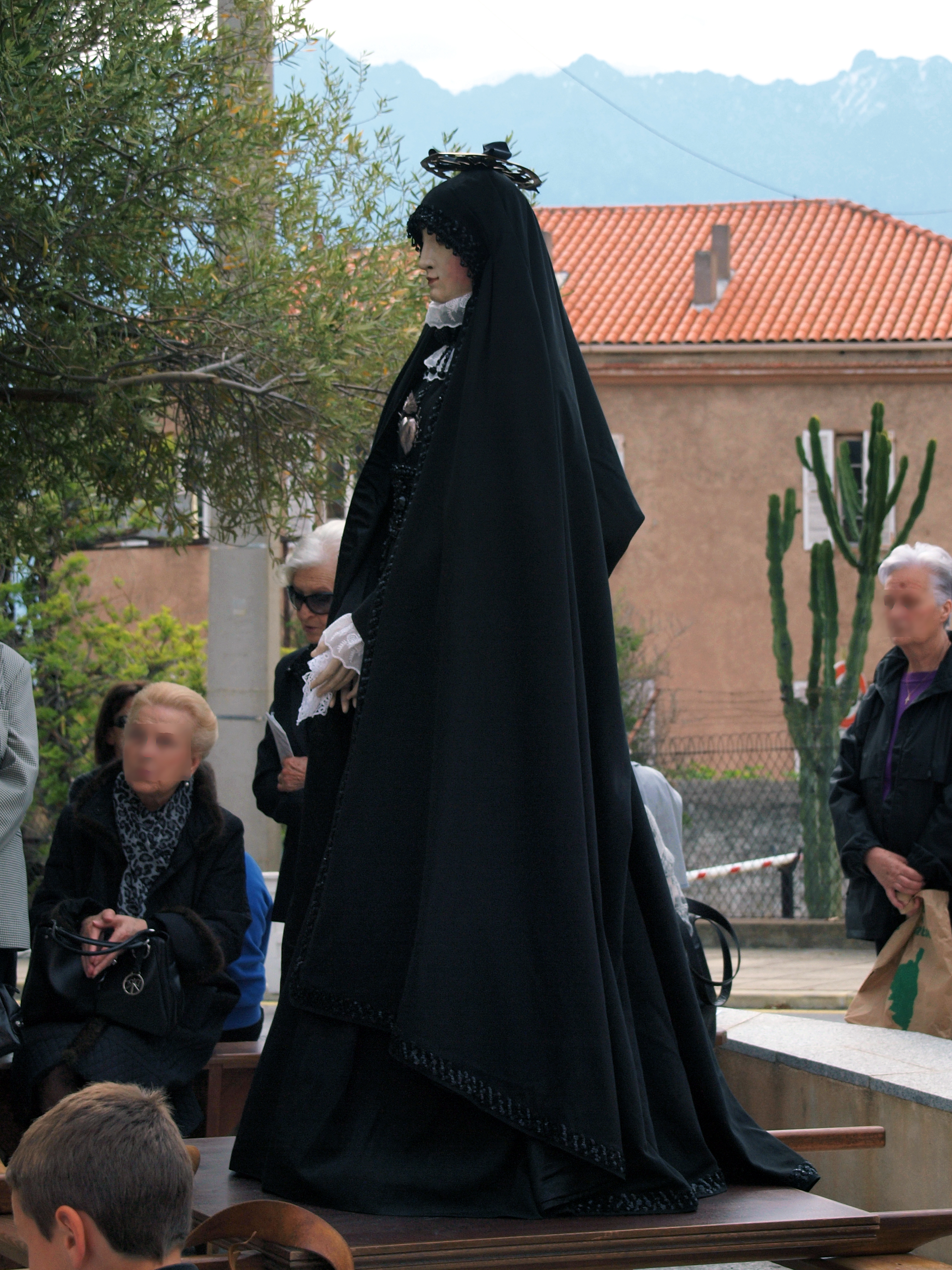
Notre-Dame des Douleurs
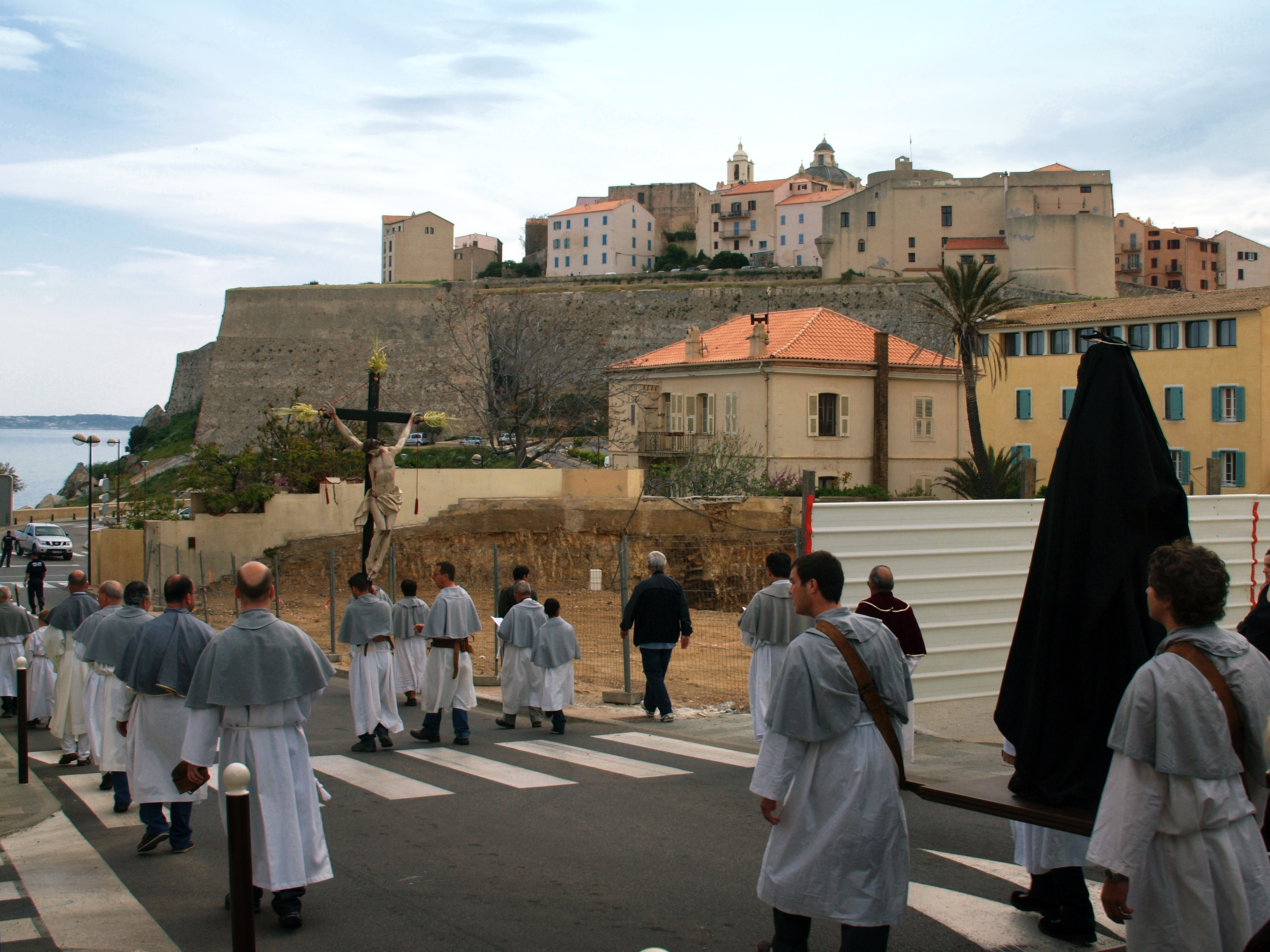
Avenue Gérard Marche
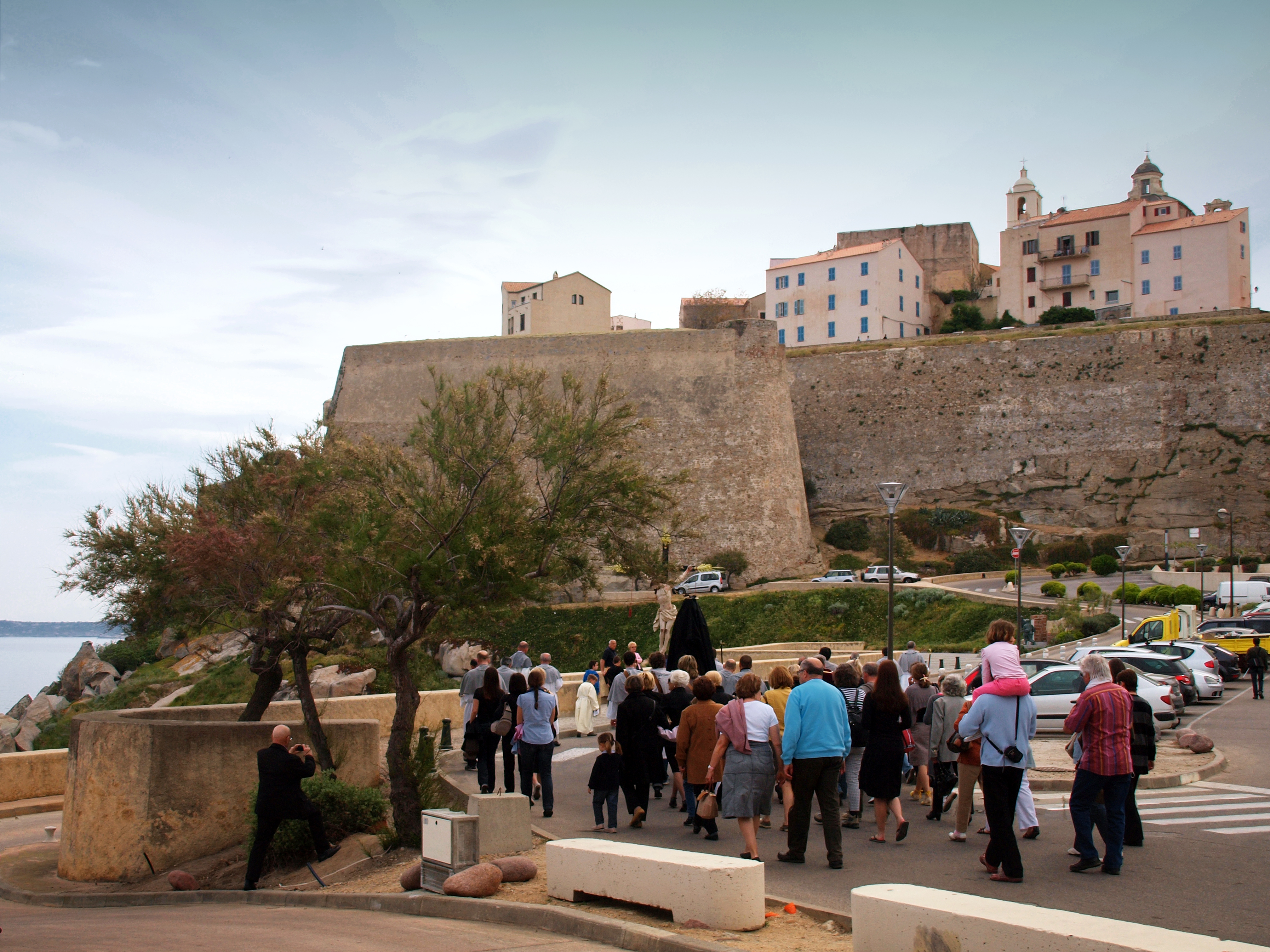
Esplanade du 1er Bataillon de Choc